# DEMO (Energia de fusió nuclear)
DEMO, l'abreviatura de DEMOnstration power plant, són les sigles per les quals es coneix la proposta de construir una o més centrals elèctriques de demostració, que haurien de funcionar amb reactors experimentals de fusió nuclear, amb la intenció de demostrar la viabilitat de produir energia elèctrica a partir de la fusió nuclear. La majoria dels socis del projecte ITER tenen plans per construir els seus propis reactors de classe DEMO. És a dir, amb la possible excepció de la UE i el Japó, no hi ha plans de col·laboració internacional per construir plantes DEMO com sí que s'ha fet amb l'ITER.
Això sí, els plans per construir els reactors de classe DEMO estan pensats per aprofitar l'experiència del reactor de fusió nuclear experimental ITER.
El disseny de reactors de classe DEMO més conegut i documentat és el de la Unió Europea (UE). Com a línia de base per als estudis del seu disseny, s'han utilitzat els paràmetres següents: la DEMO de la UE hauria de produir almenys 2.000 megawatts (2 gigawatts ) de potència de fusió de manera contínua i hauria de produir 25 vegades la potència requerida per a l'equilibri científic, que no inclou la potència necessària per fer funcionar el reactor. El disseny de la DEMO de la UE, de 2 a 4 gigawatts de producció tèrmica, està en l'escala del nivell de producció d'una central elèctrica moderna. No obstant això, el valor nominal de la turbina de vapor és de 790 megawatts, que, després de superar una pèrdua del 5% a causa de l'acoblament de la turbina al generador síncron, dona com a resultat un valor nominal de potència elèctrica d'aproximadament 750 megawatts.
Per aconseguir els seus objectius, si s'utilitza un disseny tokamak convencional, un reactor DEMO ha de tenir unes dimensions lineals aproximadament un 15% més grans que l'ITER i una densitat de plasma un 30% més gran que l'ITER. Segons la cronologia d' EUROfusion, es preveu que l'operació comenci l'any 2051.
| Projecte      | Entrada tèrmica injectada | Potència tèrmica bruta | Q valor de plasma |
| ------------- | ------------------------- | ---------------------- | ----------------- |
| JET           | 24 MW                     | 16 MW                  | 0,6               |
| ITER          | 50 MW                     | 500 MW                 | 10                |
| DEMO DE LA UE | 80 MW                     | 2000 MW                | 25                |

S'estima que els posteriors reactors de fusió comercials es podrien construir per aproximadament una quarta part del cost de DEMO. No obstant això, l'experiència d'ITER suggereix que el desenvolupament d'un cicle d'innovació tecnològica capaç de desenvolupar centrals elèctriques de fusió de cost multimilionari difícilment podrà competir amb tecnologies energètiques no de fusió i és probable que es trobi amb el problema de la "vall de la mort" en el capital de risc, és a dir, d'inversió insuficient per anar més enllà dels prototips, ja que els tokamaks DEMO podrien no ser rendibles financerament, tant pel seu elevat cost de construcció, com perquè s'haurien de desenvolupar noves cadenes de subministrament i requerir l'ús intensiu de mà d'obra especialitzada.